# Evangelische Kirche (Thundorf)

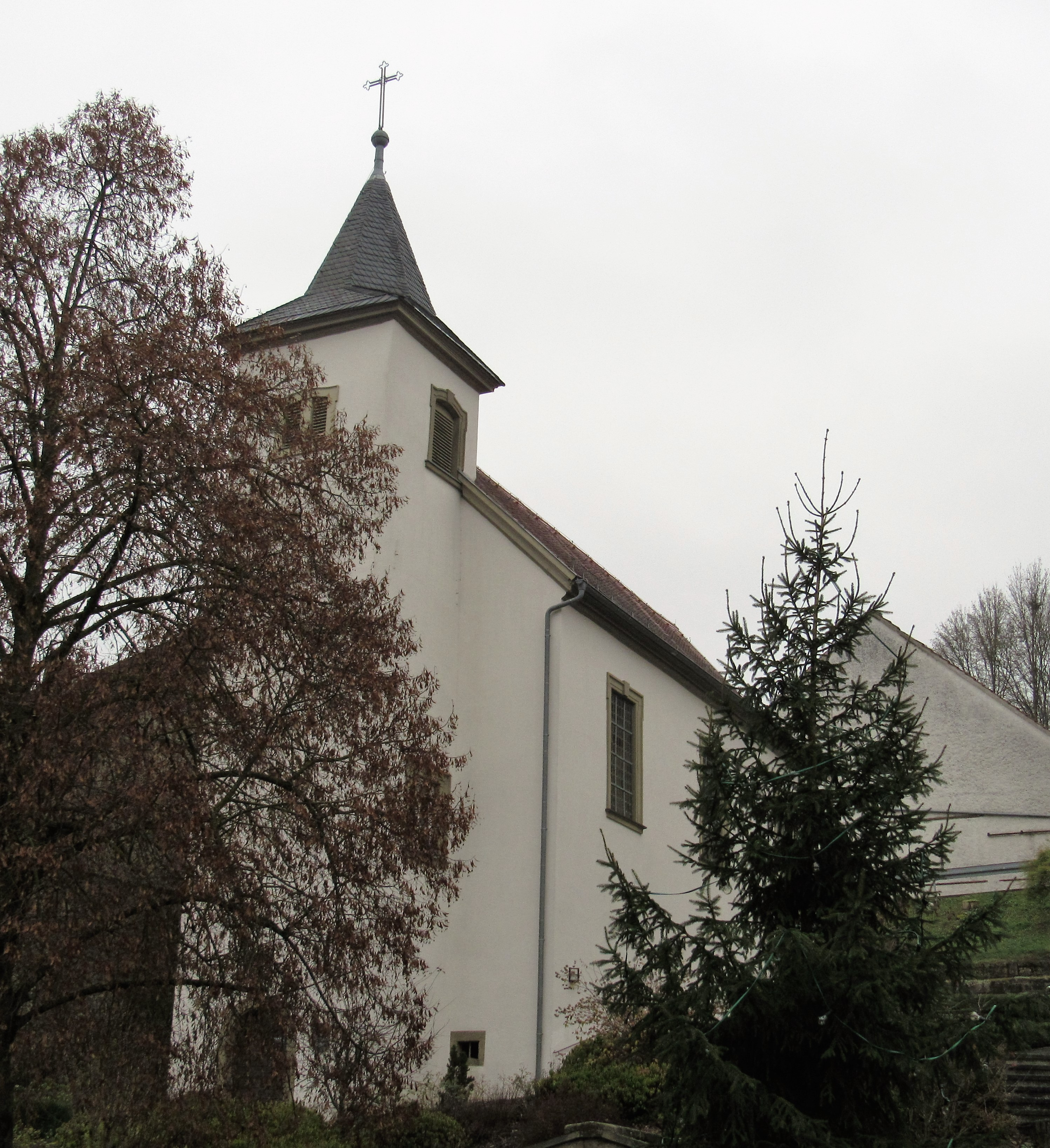
Evangelische Kirche in Thundorf

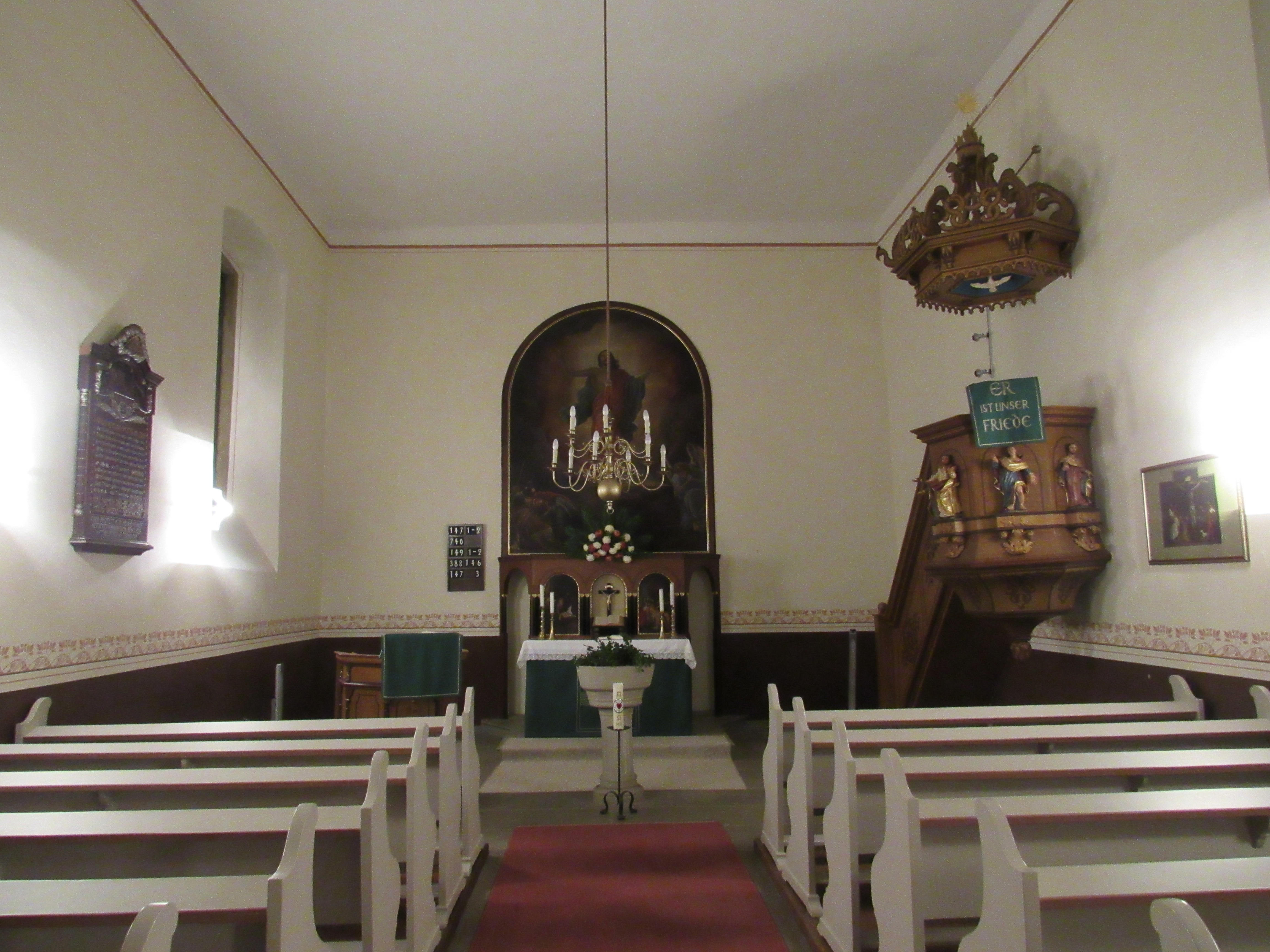
Inneres der Kirche

Die evangelische Kirche von Thundorf, einer Gemeinde im unterfränkischen Landkreis Bad Kissingen, ist eine Dorfkirche. Die Kirche gehört zu den Thundorfer Baudenkmälern und ist unter der Nummer D-6-72-157-10 in der Bayerischen Denkmalliste registriert. Die Gemeinde von Thundorf gehört seit 2013 zusammen mit denen von Poppenlauer, Maßbach, Rothhausen und Volkershausen zur evangelisch-lutherischen Pfarrei Lauertal im Dekanat Schweinfurt.

## Geschichte
Die Gemeinde, eine der kleinsten im Landkreis, kann auf eine lange Geschichte zurückblicken. Spätestens seit 1520 wurde in Thundorf lutherisch gepredigt. Das  geschah unbeeinträchtigt, bis im Jahr 1676 die Herrschaft über Thundorf von der evangelischen Familie von Schaumberg zur katholischen Familie von Rosenbach wechselte. Durch die Unterdrückung in der Folgezeit wurde die Gemeinde merklich kleiner und zählt auch heute zu Zeiten des guten ökumenischen Miteinanders nur etwa 60 Mitglieder.  
Der Kirchturm entstand im 15. Jahrhundert. Er trug bis zum Jahr 1870 ein Glockendach.
Südlich vom Turm wurde das Langhaus errichtet. Über das Entstehungsjahr des Langhauses gibt es unterschiedliche Ansichten. Es ist einerseits vom Jahr 1699 und andererseits vom Jahr 1727 die Rede. Im Jahr 1848 wurde die Kirche innen umgebaut.
Von 1680 bis 1847 war in der benachbarten ehemaligen Ritterschule das evangelische Pfarrhaus untergebracht.
Im Jahr 1975 fand eine Innenrestaurierung der Kirche statt. Im Jahr 2001 wurden Kanzel und Ambo restauriert. Im Zuge einer weiteren Renovierung in den Jahren 2005 und 2006 wurde die Kanzel farblich neu gefasst und die Wände innen neu gestaltet. Die Kirche erhielt zugleich einen weißen Außenanstrich.

## Beschreibung
Der zweigeschossige Kirchturm trägt heute ein Spitzdach. Er ist der einzige Glockenturm des Dorfes; die nahegelegene katholische Kirche besitzt zwar Glocken, aber keinen Turm. Er hat drei Schallfenster und ein Rundbogenportal. Die Schallfenster, von denen das südliche etwas kleiner und zweigeteilt ist, sind Segmentbögen. Im Kirchturm befindet sich ein kleinerer Chorraum, der mit einer Mauer abgetrennt ist. Das flachgedeckte südliche Langhaus ist an der westlichen Wand mit drei Fenstern versehen, ebenfalls Segmentbögen. Dort befindet sich auch der Eingang. Die östliche Wand ist fensterlos.

## Ausstattung
Die  Ausstattung der Kirche ist neuromanisch und stammt aus dem 19. Jahrhundert. Am Altar vor der zu diesem Zweck eingezogenen Mauer, einem Geschenk der Bad Kissinger Kirchengemeinde von 1848, sieht man das Gemälde „Ostermorgen“.
Weiterhin enthält die Kirche eine sechseckige, wahrscheinlich zu Beginn des 19. Jahrhunderts entstandene Holzkanzel mit barocken Figuren der vier Evangelisten. Sie ist heute in hellbrauner Farbe gefasst.  Im Jahr 1872 wurde der Taufstein aus Sandstein gesetzt und das heutige Gestühl eingebaut. Der Taufstein von 1872 ersetzte einen älteren Taufstein, der aus der Zeit der Herren von Schaumburg stammen und nach Aussage von Gemeindemitgliedern spurlos verschwunden sein soll.
Die Orgel mit neuromanischen Verzierungen ist ein Werk der Firma Steinmeyer Öttingen aus dem Jahr 1883.
Die Wände sind  mit einer umlaufenden Zierborte versehen, die den Blick nach vorne lenken soll.